# Oranki
Oranki (en russe : Ора́нки) est un village de Russie situé dans le raïon (arrondissement) de Bogorodsk de l'oblast de Nijni Novgorod. Il est fameux pour son monastère.

## Géographie
Le village d'Oranki se trouve dans la partie centrale de l'oblast de Nijni Novgorod dans une zone de forêts de conifères et de feuillus,,, sur la rive droite de la rivière Ounkor, près de l'autoroute 22N-0421, à 24 km à vol d'oiseau au sud-est de Bogorodsk. Il se trouve à 165 mètres d'altitude.
Climat
Le climat est continental tempéré, avec un été chaud de courte durée et un long hiver froid. La température moyenne est de -2,9°C. Le mois le plus chaud, juillet, a une température moyenne de 17,7°C (maximum absolu 37°C); le plus froid, janvier, a une température moyenne de -11,9°C (minimum absolu -43°C). La période sans gel est de 135 à 140 jours par an. La moyenne de précipitations est de 533mm dont 368mm tombent d'avril à octobre. La couverture neigeuse commence d'habitude fin novembre et dure de 135 à 145 jours.
Fuseau horaire
Comme tout l'oblast, Oranki suit l'heure de Moscou.

## Population
- 1999: 718 habitants
- 2002: 684 habitants
- 2010: 618 habitants

## Lieux à visiter
- Le village est célèbre grâce au monastère de la Mère-de-Dieu, fondé en 1634.

## Dans la littérature
Oranki tient une place centrale dans la nouvelle de V.G. Korolenko, Derrière l'icône («За иконой»).